# Stefan Schwer
Stefan Schwer (* 30. Oktober 1902 in Düren; † 12. Januar 1990 ebenda) war ein deutscher Opernsänger (Heldentenor).

## Leben
Nach dem Gesangsstudium in Köln und Oberhausen und 1930 bis 1931 an der Musikhochschule Berlin war er von 1928 bis 1930 am Opernhaus von Essen engagiert. Danach folgte ein Engagement bis 1939 an der Staatsoper Hamburg. Dort wurde er durch den großen Dirigenten Karl Böhm entdeckt. 10 Jahre lang, nämlich bis 1949, war er am Staatstheater von Kassel der erste Heldentenor. Er wirkte dort in der Uraufführung der Oper Der Uhrmacher von Straßburg von Hans Brehme mit (25. Februar 1941). Seit 1949 war er Mitglied der Staatsoper Stuttgart.
1959 wurde er in der Loge Zu den 3 Cedern in Stuttgart zum Freimaurer aufgenommen.
Er gastierte ab 1934 im In- und Ausland, zum Beispiel in Amsterdam, Berlin, Wien, Florenz und Brüssel. Bei den Bayreuther Festspielen sang er 1963 bis 1964 den Balthasar Zorn in den Meistersingern. Bis 1955 war Schwer Mitglied der Staatsoper Stuttgart, an der er noch bis 1978 gastierte.
Er verbrachte seinen Lebensabend in seiner Heimatstadt Düren.
Gegen Ende seiner Karriere übernahm er auch Partien aus dem Charakterfach.

## Schallplatten
- Telefunken (Szene aus Halka von Moniuszko)
- Decca (Salome von Richard Strauss)
- HMV (Duette mit Martina Wulf).

## Sonstiges
Am 13. Dezember 2002 wurde am Haus der Stadt in Düren eine Straße nach ihm benannt.